# The Pope's Exorcist
The Pope's Exorcist is een Amerikaanse horrorfilm uit 2023, geregisseerd door Julius Avery naar een scenario van Michael Petroni en Evan Spiliotopoulos, gebaseerd op het boek Un esorcista racconta uit 1990 en het boek Nuovi racconti di un esorcista uit 1992 van pater Gabriele Amorth. De hoofdrol wordt gespeeld door Russell Crowe als Amorth, met Daniel Zovatto, Alex Essoe en Franco Nero in bijrollen.

## Verhaal
De film vertelt het verhaal van Gabriele Amorth, een eerwaarde die de demonische bezetenheid van een jongen onderzoekt en uiteindelijk een eeuwenoud complot ontdekt dat het Vaticaan verborgen probeert te houden.

## Rolverdeling
| Acteur         | Personage             |
| -------------- | --------------------- |
| Russell Crowe  | pater Gabriele Amorth |
| Daniel Zovatto | pater Esquibel        |
| Alex Essoe     | Julia                 |
| Franco Nero    | de paus               |
| Ralph Ineson   | de stem van Asmodeus  |

## Release
De film ging in première op 6 april 2023 in enkele landen en verscheen op 14 april 2023 in de Verenigde Staten.

## Ontvangst
Op Rotten Tomatoes heeft The Pope's Exorcist een waarde van 50% en een gemiddelde score van 5,10/10, gebaseerd op 86 recensies. Op Metacritic heeft de film een gemiddelde score van 45/100, gebaseerd op 19 recensies.

## Vervolg
Op 25 april 2023, elf dagen na de bioscooprelease in de Verenigde Staten, werd aangekondigd dat een vervolg in vroege ontwikkeling is. Crowe zal naar verwachting zijn rol hernemen.